# Belgaum
Belgaum (còn gọi là Belagavi, Belgavi và Venugrama, hay "Làng Tre") là một thành phố tại bang Karnataka ở Ấn Độ, gần biên giới với bang Maharashtra.